# استیگ فروده هنریکسن
استیگ فروده هنریکسن (به انگلیسی: Stig Frode Henriksen) (زاده ۱۹۷۵) بازیگر نروژی است.
از فیلم‌هایی که وی در آن نقش داشته است می‌توان به چه بر سر دوشنبه آمده؟ اشاره کرد.